# Omar Youssef Souleimane
Omar Youssef Souleimane, né le 19 mars 1987 à Al-Qutayfah près de Damas, dans le gouvernorat de Damas, est un journaliste, poète et écrivain syrien et français.

## Biographie
Né en Syrie dans une famille sunnite traditionaliste, Omar Youssef Souleimane, dès cinq ans, est mis au contact  du Coran et de poètes comme Al Mutanabbi et Al Maari dans le seul but qu'il se familiarise avec la langue classique, sa famille étant plus tournée vers les sciences (son père est dentiste), mais il prend goût à la poésie et découvre des auteurs plus modernes comme Khalil Gibran et Elia Abou Madi. A neuf ans, il déniche dans les occasions de la librairie de sa ville natale un recueil de poèmes de Paul Éluard, traduit en arabe, dont il admire la modernité, qu'il lit et relit malgré la désapprobation de son père devant son attirance pour un "infidèle" . De treize à seize ans, il accompagne sa famille en Arabie saoudite. Inscrit dans une école coranique, vivant dans un entourage qui admire Oussama ben Laden, il fait de lui un héros et rêve d'aller combattre en Afghanistan. La lecture de Taha Hussein lui fait découvrir les poètes anté-islamiques qui lui ouvrent les yeux  et l'amènent à une relecture critique du Coran. En 2003 la famille rentre en Syrie. Quand il déclare qu'un poème d'Éluard vaut davantage que les propos de Mahomet, son père le renie ; il quitte sa famille pour s'installer à Homs où il suit des cours de littérature arabe à l'université. Tout en poursuivant ses études, il travaille pour un journal local et publie en 2006 un recueil de poèmes, de facture très classique,  Les Chansons des Saisons, puis Je ferme les yeux, couronné par le prix Souad al-Sabah, attribué par le Koweit . En 2011, il prend part aux manifestations contre l'état d'urgence en vigueur depuis 1963.
La guerre civile ayant éclaté, O.Y Souleimane s'engage résolument dans la résistance, filme des scènes de répression sanglante qu'il fait parvenir à des chaînes de télévision internationales . Traqué par les services secrets du régime, quand il apprend en 2012 que son père a été frappé et menacé, il quitte clandestinement la Syrie pour la Jordanie, d'où il rejoint la France qui lui accorde l'asile,. Il arrive dans un pays dont il ignore tout de la langue et s'inscrit à des cours pour étrangers dans un collège de Bobigny , tout en publiant en arabe des articles et des recueils de poèmes. En 2016, il est lauréat du prix Amélie-Murat pour le recueil La Mort ne séduit pas les ivrognes. Il lit désormais dans leur langue de nombreux écrivains français parmi lesquels Camus et Éluard, mais aussi Christian Bobin, dont il admire le style poétique. « Je me suis réfugié dans la langue d'Éluard » écrira-t-il. En décembre 2016, il devient temporairement directeur de programme au Collège international de philosophie. L'attentat contre Charlie-Hebdo l'incite à relater en arabe l'expérience qu'il a vécue adolescent en Arabie saoudite dans Le Petit Terroriste. Une responsable des éditions Flammarion le convainc de réécrire en français le texte qui paraît en janvier 2018, récit autobiographique dans lequel il défend la liberté de critiquer la religion dans laquelle il a été élevé, l'islam. C'est désormais en français qu'il publie des récits d'inspiration principalement autobiographique et un recueil de poèmes, Damas, je te salue (2024), dont il donne lui-même la traduction arabe. Il sillonne la France, se partageant entre l'écriture, le journalisme (chroniques au Point et dans L'Express sur le Proche-Orient et l'islamisme) et des interventions dans des établissements scolaires où, s'appuyant sur son expérience, il éclaire des jeunes sur la tentation de l'islamisme radical. En 2022, après plusieurs tentatives, il finit par obtenir la nationalité française. Sa seconde patrie n'atténue en rien son profond attachement à la Syrie, là où vit sa mère qu'il tente en vain de rencontrer en se rendant au Liban  : 

    Dans mon œil
    Sommeille une blessure de l'enfance  
    Dans ma voix 
    Pleurent les oiseaux de l'Euphrate  
    Dans mes nuits 
    La lune a la couleur de l'Orient  
    Qui a dit que j'étais seul quand j'ai traversé les frontières ?    (Damas, je te salue, 2ème partie: Dans la foule de l'exil, 2024)

## Publications

### Récit, roman
- L'Arabe qui sourit, roman[22], éditions Flammarion, 2025
- Être français[23], récit, éditions Flammarion, 2023
- Une chambre en exil[24], roman, éditions Flammarion, 2022
- Le Dernier Syrien[25], roman, éditions Flammarion, 2020, traduit et publié en italien aux éditions E/O[26], 2021, en allemand aux éditions Lenos Babel[27], 2022, en anglais aux éditions Seagull Books[28], 2024
- Le Petit Terroriste[29], récit personnel, éditions Flammarion, 2018, traduit et publié en italien aux éditions Astarte[30]

Adapté au théâtre par l'auteur, Montansier, Versailles, 2022

### Poésie
- Damas je te salue[31], Paris, édition Le Castor Astral, 2024
- Loin de Damas, Paris, éditions Le Temps des cerises, 2016
- L’Enfant oublié, Paris, éditions Signum, 2016
- La Mort ne séduit pas les ivrognes, Paris, éditions L'oreille du loup, 2014
- Il ne faut pas qu'ils meurent, Liban, éditions Al Ghaoune, 2013
- Je ferme les yeux et j'y vais, 2010
- Chansons des saisons, Syrie, 2006

### Prix
- Prix du Quoi D'Orsay, première édition, pour son roman L'Arabe qui sourit, Flammarion[32]
- Prix Souad al-Sabah 2010 pour Je ferme les yeux et j'y vais[33]
- Prix Amélie-Murat 2016 pour La Mort ne séduit pas les ivrognes[14]
- Prix du poète résistant 2017 pour Loin de Damas[34]